# Vitorino de Brito Freire
Vitorino de Brito Freire (Pedra, 28 de novembro de 1908 — Rio de Janeiro, 27 de agosto de 1977) foi um servidor público, jornalista e político brasileiro que representou o Maranhão no Congresso Nacional.

## Dados biográficos
Filho de Vitorino José Freire e Ana de Brito Freire. Estudou em Arcoverde antes de mudar para o Rio de Janeiro onde conheceu militares como Eurico Gaspar Dutra. Após concluir o ensino médio foi morar no Recife a fim de cursar a Faculdade de Direito da Universidade Federal de Pernambuco, curso que não concluiu devido à sua participação na Revolução de 1930, quando tornou-se primeiro tenente do Exército Brasileiro. Antes servira à Secretaria de Agricultura do estado como oficial de gabinete.
De volta à cidade do Rio de Janeiro, integrou a equipe do ministro de Viação e Obras Públicas, José Américo de Almeida e dirigiu o Departamento de Meteorologia sob a gestão do ministro da Agricultura, Juarez Távora, cargo do qual se afastou para combater a Revolução Constitucionalista de 1932. Diretor do Departamento Nacional de Saúde Pública por força do ministro da Educação, Gustavo Capanema, foi escolhido secretário-geral do Maranhão em 1933 e nessa condição serviu ao interventor Antônio Martins de Almeida. Oficial de gabinete do presidente da Câmara dos Deputados, Antônio Carlos Ribeiro de Andrada, afastou-se da política maranhense durante o Estado Novo por recomendação do presidente Getúlio Vargas e foi contemplado com uma vaga no gabinete de João de Mendonça Lima, ministro de Viação e Obras Públicas.
Na capital maranhense foi diretor dos jornais A Tarde e Diário de São Luís.

## Carreira política
Após o ingresso no PSD foi eleito deputado federal em 1945 e assim ajudou a elaborar a Constituição de 1946. Contudo, em questão de poucos meses, migrou para o Partido Proletário do Brasil (PPB) e elegeu-se senador em 1947, ano que seu correligionário, Sebastião Archer, elegeu-se governador do Maranhão. Mudar de partido foi a saída que a corrente "vitorinista" encontrou para conquistar o Palácio dos Leões após a vitória de Genésio Rego à convenção do PSD.
Em 1950 discordou da escolha de Altino Arantes como candidato a vice-presidente da República via PSD e disputou o cargo de forma avulsa pelo PST e nesse ínterim foi o mais votado em todo o Maranhão, o que permitiu ao seu aliado, Eugênio de Barros, eleger-se governador do estado. Reintegrado ao PSD, foi reeleito senador em 1954 e 1962, escolhendo filiar-se à ARENA após a outorga do bipartidarismo pelo Regime Militar de 1964.
A hegemonia do "vitorinismo" terminou em 1965 quando o deputado federal José Sarney venceu as eleições para o governo do Maranhão pela UDN com o auxílio do presidente Humberto de Alencar Castelo Branco, embora o novo governador, curiosamente, tenha iniciado a carreira política no PSD. Estabelecida a rivalidade, cada um passou a liderar sua própria facção da ARENA. Graças à amizade de seu líder com o presidente Ernesto Geisel, o "vitorinismo" foi agraciado com a escolha de Osvaldo da Costa Nunes Freire como titular do Palácio dos Leões em 1974.

## Herdeiros políticos
Pai do compositor Luís Fernando de Oliveira Freire, viu seu filho eleger-se deputado federal pelo Maranhão em 1962 e primeiro suplente do senador Henrique de La Rocque em 1974, sendo efetivado em 1980, quando o titular assumiu uma cadeira no Tribunal de Contas da União.
Em sua homenagem o povoado Centro dos Boas (também denominado Água Branca) foi renomado para Vitorino Freire e emancipado em 1952.